# Озёрный (Агаповский район)
Озёрный — посёлок в Агаповском районе Челябинской области. Входит в состав Буранного сельского поселения.

## География
Посёлок находится на берегу пруда Новостройка, на региональной автодороге 75К-004 Южноуральск — Магнитогорск, на расстоянии 10 км к северо-востоку от село Агаповка, административного центра района. 

## История
Поселок основан в начале 1930-х годов, на его территории разместилось подсобное хозяйство ММК «Заря».

## Население
| 1970 | 1995 | 2002 | 2010 |
| ---- | ---- | ---- | ---- |
| 273  | ↗371 | ↗470 | ↗499 |

## Улицы
| - ул. Восточная, - ул. Дружная, - ул. Молодёжная, - ул. Набережная, | - ул. Окружная, - ул. Приозёрная, - ул. Радужная, - ул. Российская, | - пер. Северный, - ул. Солнечная, - ул. Центральная, - пер. Южный. |

## Инфраструктура
В посёлке действуют детский сад, фельдшерско-акушерский пункт.